# Punana breviceps
Punana breviceps är en insektsart som först beskrevs av Frederick Arthur Godfrey Muir 1926.  Punana breviceps ingår i släktet Punana och familjen sporrstritar. Inga underarter finns listade i Catalogue of Life.